# Fran Pilepić
Fran Pilepić (Fiume, 5 maggio 1989) è un cestista croato, di ruolo guardia.

## Carriera
Pilepić ha esordito nell'A1 liga croata nel 2007 con il KK Rijeka, con cui ha giocato due stagioni a 13,2 punti di media, prima di trasferirsi al KK Brod, sempre in massima divisione croata, con cui ha disputato una stagione con 15,9 punti a partita.
Nel 2010-11 si è trasferito alla squadra bosniaca dell'HKK Široki, con cui ha vinto per due anni consecutivi la Super liga Bosne i Hercegovine e la Coppa della Bosnia ed Erzegovina e ha partecipato alla Lega Adriatica.
Nell'estate del 2012 si è quindi trasferito in Spagna, al Bilbao Berri, con cui ha giocato due stagioni, esordendo in Eurocup. Nel 2014-2015 Pilepic è tornato in Croazia, al KK Cedevita Zagabria, con cui in due anni ha vinto due volte sia l'A1 liga che la Coppa di Croazia, oltre a debuttare in Eurolega.
Il 25 luglio 2016 ha rescisso consensualmente il suo contratto con il Cedevita e il 28 agosto viene ingaggiato dalla Pallacanestro Cantù.
Il 29 agosto 2017 firma con il Selçuklu Belediyesi, squadra militante in TB2L, la terza serie turca.

## Palmarès
- Campionato bosniaco: 2

Široki: 2010-11, 2011-12
- Campionato croato: 3

Cedevita Zagabria: 2014-15, 2015-16
Cibona Zagabria: 2018-19
- Coppa di Bosnia ed Erzegovina: 2

Široki: 2011, 2012
- Coppa di Croazia: 2

Cedevita Zagabria: 2015, 2016